# Козе
Ко́зе (ест. Kose alevik) — сільське селище на півночі Естонії в повіті Гар'юмаа, адміністративний центр однойменної волості.

## Населення
Населення — 2156 осіб (2006), 2097 осіб (2011), 2034 осіб (2014).

## Розташування

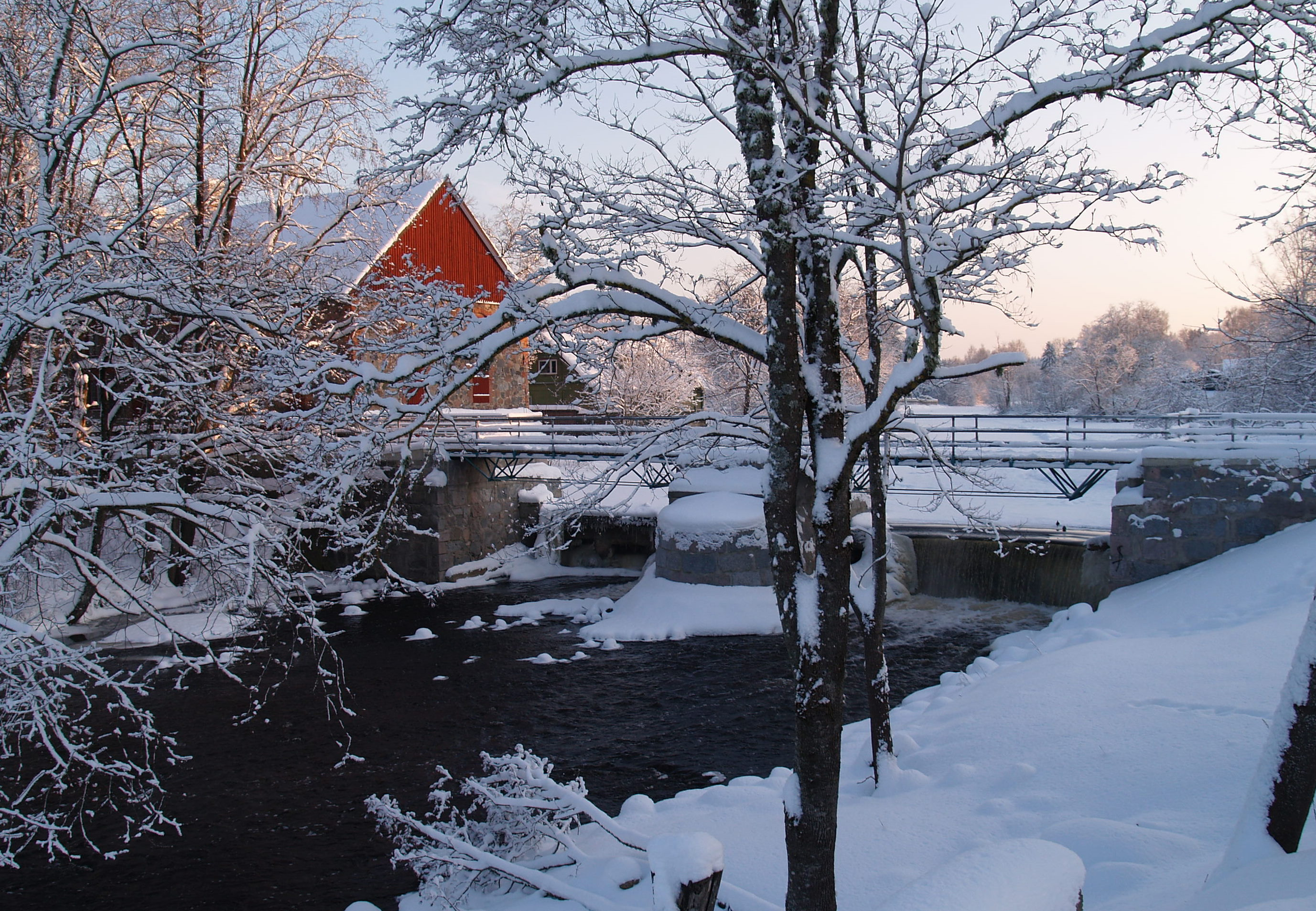
Пішохідний міст у Козе

Козе розташоване за 39 кілометрів на південний схід від Таллінна. Селище лежить у долині річки Піріта.

## Історія
Уперше згадується в данській книзі «Liber Census Daniae» в 1241 році під назвою Cosius. У 1950—1959 роках було центром Козеського району.

## Архітектура

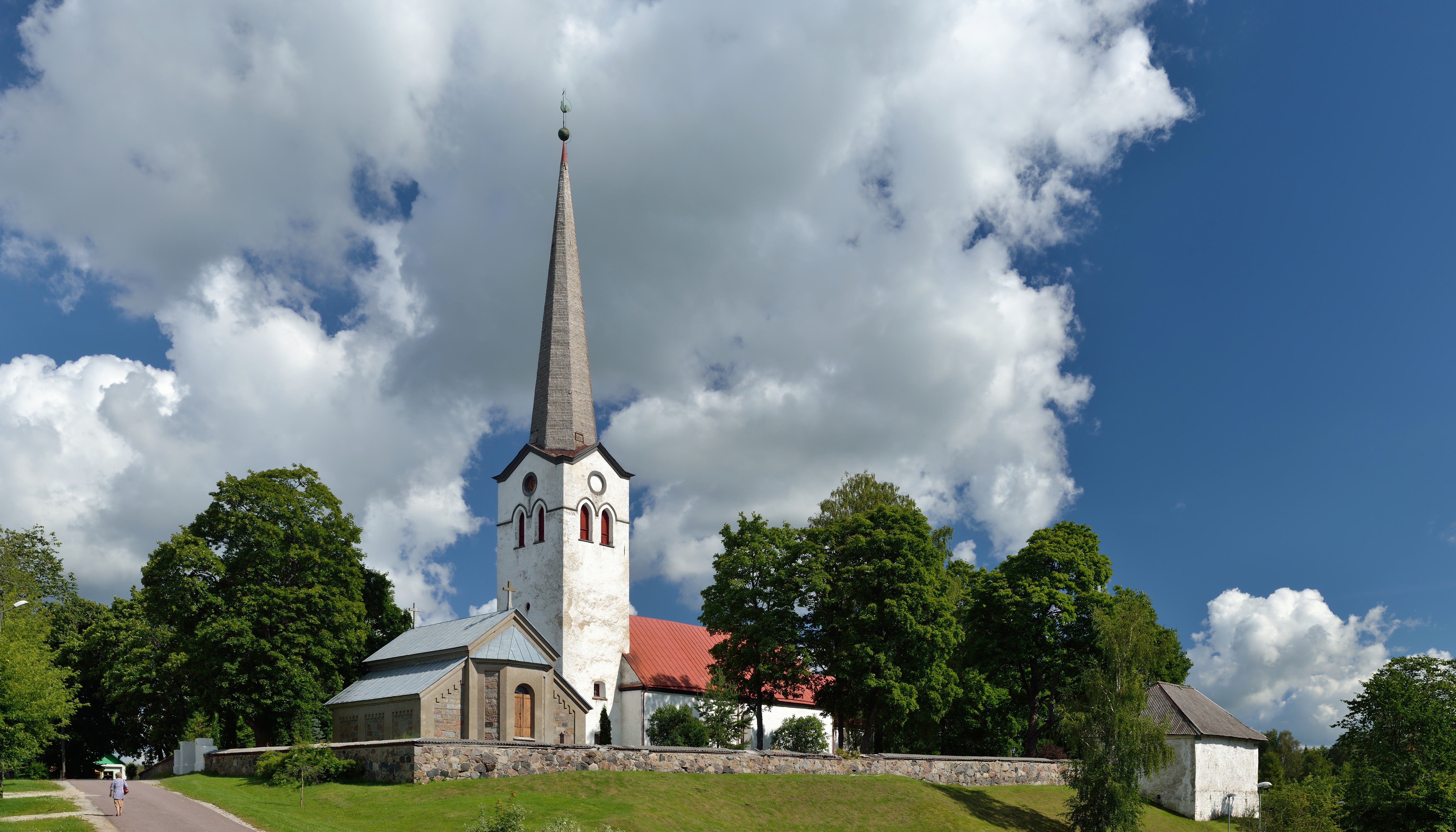
Лютеранська кірха

У Козе розташована лютеранська кірха святого Миколая, збудована в 1231 році. Вважається однією із найстаріших в Естонії. На кладовищі біля церкви похований знаменитий російський мореплавець Отто Коцебу.

## Освіта
В селищі розташована гімназія, заснована в 1923 році, художня і музична школи, а також професійно-технічне училище.

## Промисловість
Найбільший роботодавець в Козе — підприємство AS Kohuke із виготовлення молочних сирків.

## Відомі особистості
В поселенні народився:
- Йоахім Готліб Швабе (1754—1800) — німецько-балтійський пастор і письменник.